# 埃克斯萊恩 (愛荷華州)
埃克斯萊恩（英語：Exline）是一個位於美國愛荷華州阿珀努斯縣的城市。

## 地理
埃克斯萊恩的座標為40°39′00″N 92°50′24″W / 40.65000°N 92.84000°W，而該地的平均海拔高度為311米（即1020英尺）。

## 人口
根據2010年美國人口普查的數據，埃克斯萊恩的面積為2.56平方千米，均為陸地。當地共有人口160人，而人口密度為每平方千米62人。